# 1918 у кіно

## Фільми
- Міккі
- Страсті Жанни д'Арк, реж. Карл Теодор Дреєр /  Данія

## Персоналії

### Народилися
- 7 січня — Гриценко Лілія Олімпіївна, радянська акторка театру та кіно, оперна співачка.
- 28 січня — Сюзанна Флон, французька акторка театру і кіно.
- 4 лютого — Айда Лупіно, британська та американська акторка, режисерка.
- 21 лютого — Пекарська Ганна Федорівна, радянська та українська теле-, кіно- та театральна акторка.
- 25 лютого — Кузнецов Михайло Артемович, російський актор.
- 12 квітня — Попов Андрій Олексійович, радянський російський актор театру і кіно, театральний режисер, викладач.
- 9 травня — Панасьєв Микола Лаврентійович, український актор
- 18 травня — Массімо Джиротті, італійський актор (пом. 2003).
- 25 травня — Орлова Віра Марківна, радянська російська акторка театру і кіно.
- 22 липня — Пастухова Марія Хомівна, радянська і російська акторка.
- 9 серпня — Роберт Олдріч, американський кінорежисер, сценарист і продюсер.
- 13 серпня — Олексієнко Володимир Тадейович, український актор.
- 26 серпня — Водяницька Галина Володимирівна, радянська акторка театру та кіно.
- 7 вересня — Іллюшин Микола Романович, радянський український кінооператор.
- 28 вересня — М'ягкий Віктор Іванович, радянський український актор театру і кіно, театральний режисер.
- 7 жовтня — Гвідо Арістарко, італійський сценарист і кінокритик.
- 9 жовтня — Ліля Кедрова, французька акторка російського походження.
- 17 жовтня — Ріта Гейворт, американська акторка й танцюристка.
- 19 жовтня — Галич Олександр Аркадійович, радянський поет, сценарист, драматург українського єврейського походження, автор і виконавець власних пісень.
- 27 жовтня — Тереза Райт, американська акторка, володарка премії «Оскар» (1943).
- 4 листопада — Рене Фор, французька акторка (пом. 2005).
- 21 листопада — Глузський Михайло Андрійович, радянський і російський актор театру і кіно.
- 1 грудня — Майборода Платон Іларіонович, український композитор.
- 3 грудня — Данилова Олександра Сергіївна, радянська і російська акторка театру та кіно.
- 5 грудня — Шредель Володимир Маркович, російський режисер.
- 17 грудня — Дасті Андерсон, американська акторка і модель.
- 27 грудня — Агранов Вульф Йосипович, радянський український і білоруський художник театру і кіно.
- 29 грудня — Сивчикова Тетяна Миколаївна, радянська, українська режисерка монтажу.